# Edasseri Govindan Nair
Pour les articles homonymes, voir Govindan.
Edasseri Govindan Nair, né le 23 décembre 1906 et mort le 16 octobre 1974, est un poète et un dramaturge indien de l'État de Kerala.